# Alphonse Dessenis
Alphonse Dessenis, né le 18 décembre 1874 à Gand, et mort entre 1950 et 1952, est un peintre, dessinateur et pastelliste belge.
Son champ pictural couvre essentiellement les paysages, les portraits et les natures mortes. Il appartient au premier groupe de l'École de Laethem-Saint-Martin, colonie d'artistes belges.
Ses œuvres sont conservées dans plusieurs institutions muséales belges, comme le Musée de Deinze et du Pays de la Lys, le Musée des Beaux-Arts de Gand et le Musée Dhondt-Dhaenens.

## Biographie

### Famille
Alphonse (Alfons Henricus Ivo) Dessenis, né le 18 décembre 1874 à la Brugespoortstraat à Gand, est le fils d'Henri Dessenis, ingénieur en construction (né en 1832) et de Marie Ghislaine Vantijghem, boutiquière (née en 1847).

### Formation
Alphonse Dessenis étudie à l'Académie royale des beaux-arts de Gand, où il côtoie notamment Gustave de Smet, Maurice Sys et Gustave van de Woestijne, dont il réalise le portrait en 1905.

### Carrière

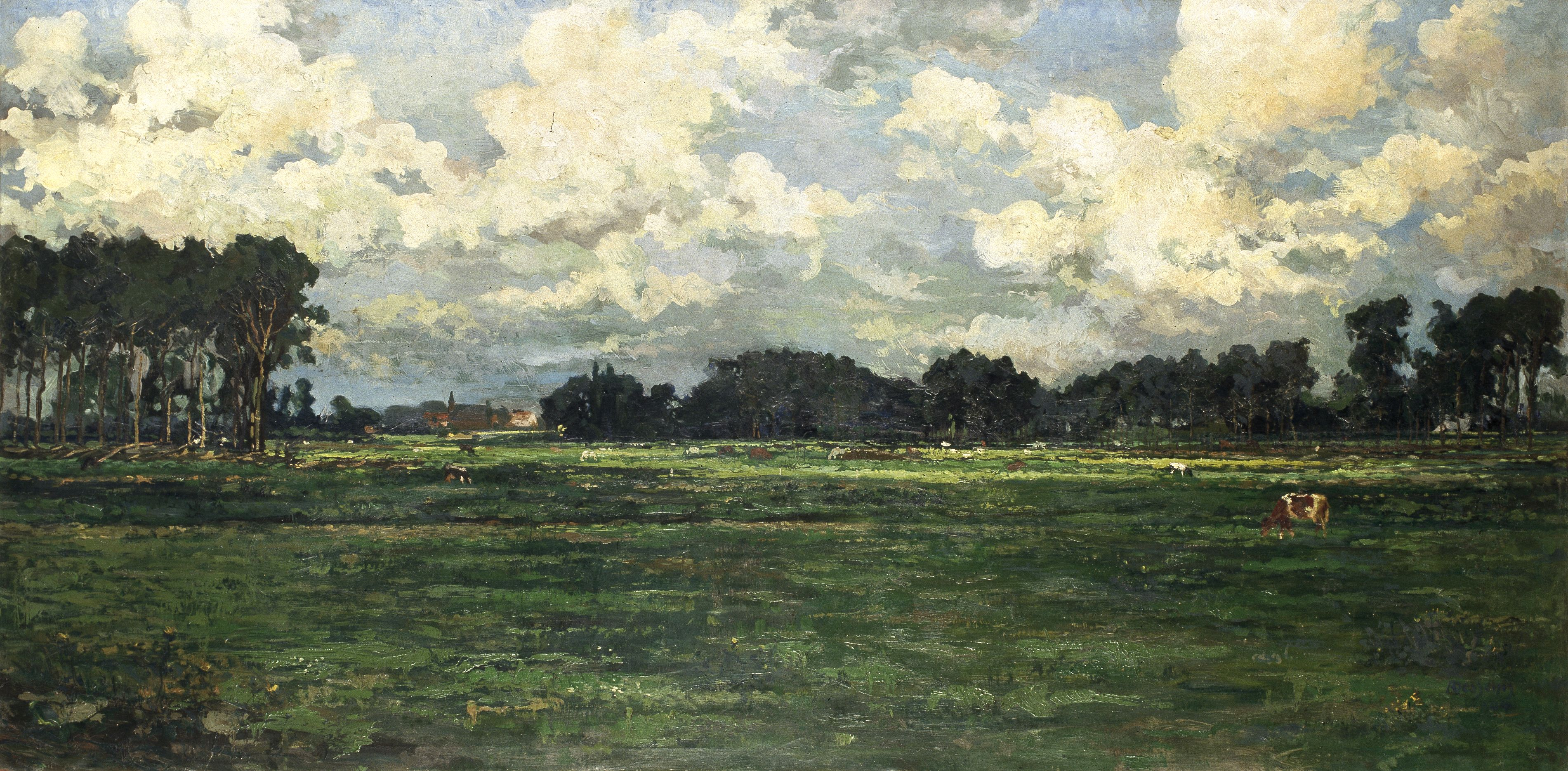
Vue de la Lys à Laethem-Saint-Martin (1904) au Musée des Beaux-Arts de Gand.

À partir de 1901, Alphonse Dessenis séjourne de manière régulière à Laethem-Saint-Martin, où il est domicilié jusqu'en 1922. Il est considéré, comme membre du premier groupe de l'École de Laethem-Saint-Martin. Populaire dans sa commune d'adoption, il est surnommé « Fons ». Grâce à sa voix de baryton, il chante à l'église. Il est membre du cercle artistique Kunst en Kennis.
Alphonse Dessenis, après des revers de fortune, s'établit successivement à La Hulpe (1930), Kraainem (1937) et Woluwe-Saint-Lambert (1939). Sa dernière exposition documentée est celle du 17e Salon des humoristes à Bruxelles en mai 1949, où il a envoyé des dessins, dont le trait a beaucoup de pureté selon Le Soir. Il meurt entre 1950 et 1952.

## Œuvre

### Caractéristiques
Son champ pictural couvre essentiellement les paysages, les portraits et les natures mortes.

### Galerie d'eaux fortes

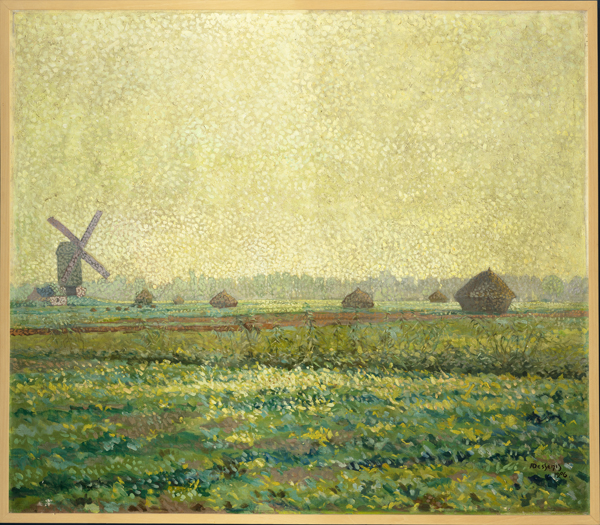
Laethem-Saint-Martin.
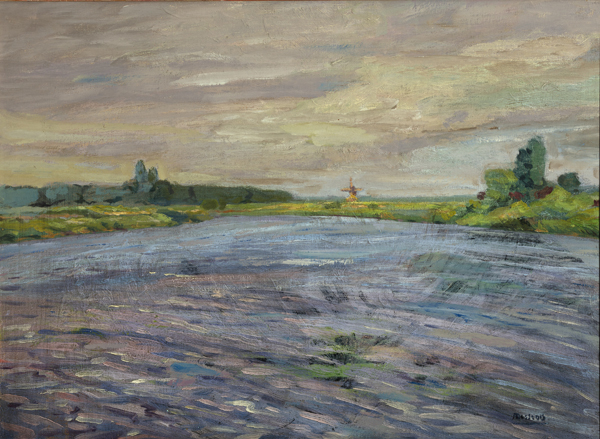
Moulin à vent.
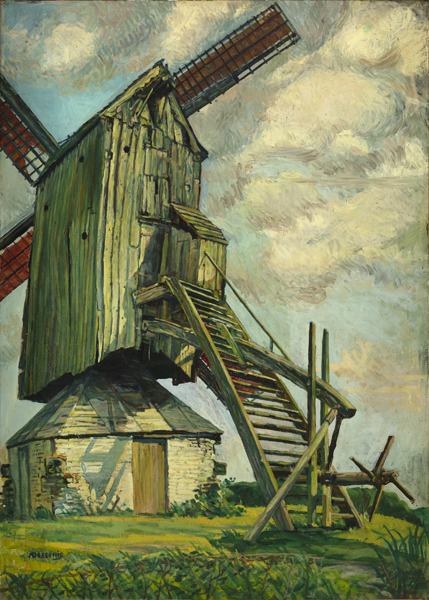
Moulin à Astene.
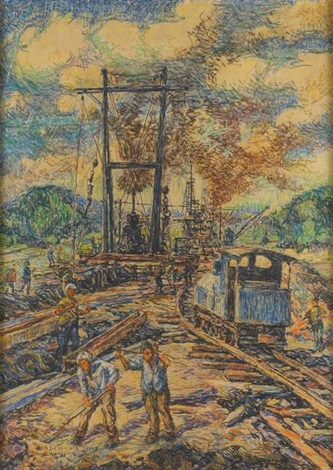
La Construction de la voie ferrée à Woluwe-Saint-Lambert (1947).

### Expositions
- Salon de Bruxelles de 1903 : Un vieux et Paysage[5].
- Exposition du cercle Kunst en Kennis en 1904[6].
- 8e Exposition du Cercle Vrije Kunst à Bruxelles en septembre 1906 : des dessins.
- Exposition au Cercle artistique de Gand en mars 1907.
- Exposition de cinq peintres salle Boute à Gand en février 1908 : Intérieur d'étable, Lys à Baerle et Moulin de Laethem-Saint-Martin[7].
- Salon de Gand (XL) de 1909 : Paysage.
- Exposition au Cercle artistique de Gand en mars 1911 : Portrait de paysan.
- Salon de Bruxelles de 1914 : Rachel et Marie (dessin)[8].
- Expositions du Cercle artistique à Gand : Champ de bégonias (1915) et en 1917.
- Exposition Les Artistes de Bruxelles aux magasins de la Bourse à Bruxelles en 1941 : Sous-bois[9].
- Expositions dans les galeries des communes de Bruxelles : Salle Boute (1919), Le Cornet à Uccle (1923), Hôtel communal de Laeken (L'Étang du château, 1927, 1929 et 1933), Eddy's art studio (exposition personnelle du 2 au 13 mars 1929), Galerie Apollo (1930), Galerie Ruysdael (1945), Galerie Dietrich (Le Mendiant, 1945).
- 17e Salon des humoristes à Bruxelles en mai 1949 : des dessins[4].

### Collections muséales

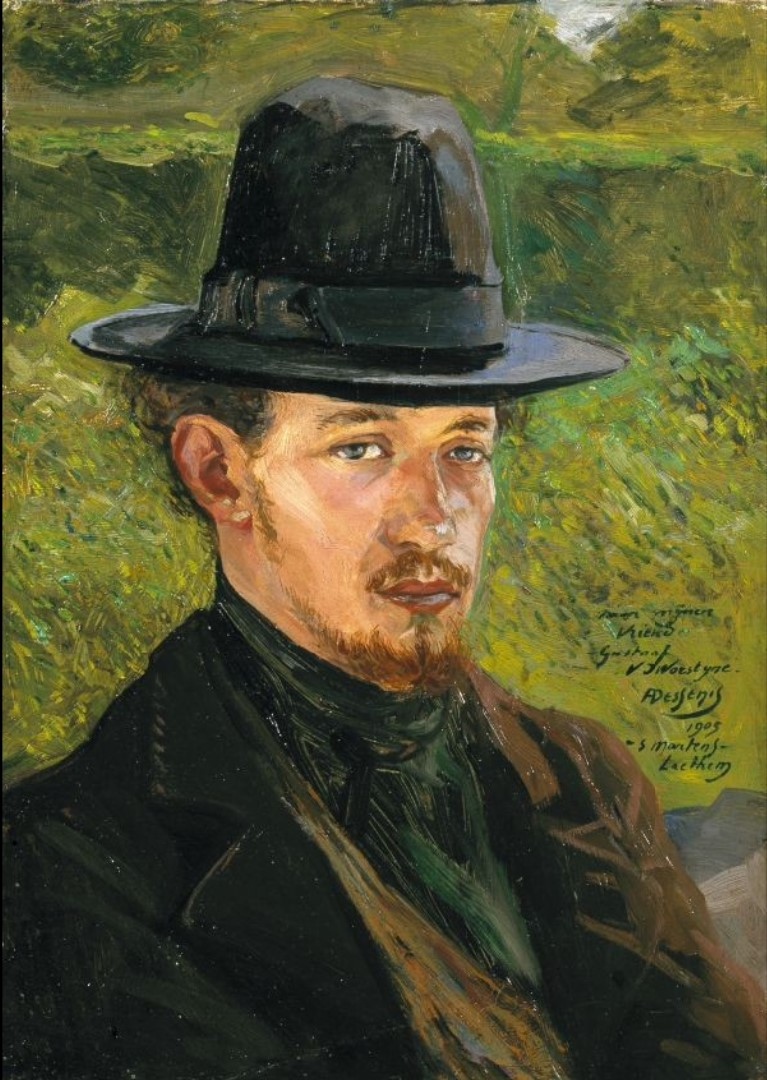
Alfons Dessenis - Portrait de Gustave van de Woestijne (1905).

Des œuvres d'Alphonse Dessenis sont conservées dans les lieux suivants :
- Musée de Deinze et du Pays de la Lys : Portrait de Gustave van de Woestijne (1905) ;
- Musée des Beaux-Arts de Gand : 
  - Vue de la Lys à Laethem Saint-Martin (1904), huile sur toile,  format 100 × 200 cm, inventaire no 1978-AA, achat Frits Coppieters en 1978[10] ;
  - Château à Wemmel, huile sur toile,  format 60,3 × 45,2 cm, inventaire no 1975-L, don de Carmen Bytebier, Dilbeek, en 1975[11] ;
- Musée Dhondt-Dhaenens : Lilas (sans date), peinture à l'huile, format 82,7 × 100,5 cm[12].